# Christian Cesaretti
Christian Cesaretti (Lucca, 20 giugno 1987) è un allenatore di calcio ed ex calciatore italiano, di ruolo attaccante.

## Carriera
Cresciuto nell'Empoli, gioca in terza serie con Sangiovannese, Lucchese, Monza e Foligno prima di approdare in Serie B, categoria in cui veste le maglie di Empoli e Frosinone.
Dall'estate 2014 firma con il Pontedera in Lega Pro. Segna la sua prima rete in maglia granata il 29 novembre 2014 contro il Forlì, partita vinta dal Pontedera per 2-1. Il 24 gennaio 2015 contro l'Ancona segna la sua prima tripletta nella sua carriera. Il 10 ottobre 2015 segna invece la sua prima doppietta nella gara vinta dal Pontedera 6-0 contro il Rimini.
Nel gennaio 2016 passa alla FeralpiSalò in Lega Pro dove in sei mesi disputa 12 partite senza mai andare a rete.
Nel luglio seguente si trasferisce al Santarcangelo, ancora in terza serie.

## Statistiche

### Presenze e reti nei club
| Stagione         | Squadra            | Campionato       | Campionato | Campionato | Coppe nazionali | Coppe nazionali | Coppe nazionali | Coppe continentali | Coppe continentali | Coppe continentali | Altre coppe | Altre coppe | Altre coppe | Totale | Totale |
| Stagione         | Squadra            | Comp             | Pres       | Reti       | Comp            | Pres            | Reti            | Comp               | Pres               | Reti               | Comp        | Pres        | Reti        | Pres   | Reti   |
| ---------------- | ------------------ | ---------------- | ---------- | ---------- | --------------- | --------------- | --------------- | ------------------ | ------------------ | ------------------ | ----------- | ----------- | ----------- | ------ | ------ |
| 2006-2007        | Empoli             | A                | 0          | 0          | CI              | 3               | 0               | -                  | -                  | -                  | -           | -           | -           | 3      | 0      |
| 2007-gen. 2008   | Sangiovannese      | C1               | 16         | 1          | CI-C            | 0               | 0               | -                  | -                  | -                  | -           | -           | -           | 16     | 1      |
| gen.-giu. 2008   | Lucchese           | C1               | 9          | 0          | CI-C            | -               | -               | -                  | -                  | -                  | -           | -           | -           | 9      | 0      |
| 2008-gen. 2009   | Monza              | 1D               | 13         | 1          | CI+CI-LP        | 2+0             | 1               | -                  | -                  | -                  | -           | -           | -           | 15     | 2      |
| gen.-giu. 2009   | Foligno            | 1D               | 12+2       | 1          | CI+CI-LP        | -               | -               | -                  | -                  | -                  | -           | -           | -           | 14     | 1      |
| 2009-2010        | Empoli             | B                | 8          | 1          | CI              | 1               | 0               | -                  | -                  | -                  | -           | -           | -           | 9      | 1      |
| 2010-gen. 2011   | Empoli             | B                | 14         | 0          | CI              | 2               | 1               | -                  | -                  | -                  | -           | -           | -           | 16     | 1      |
| gen.-giu. 2011   | Frosinone          | B                | 14         | 4          | CI              | -               | -               | -                  | -                  | -                  | -           | -           | -           | 14     | 4      |
| 2011-gen. 2012   | Empoli             | B                | 8          | 0          | CI              | 2               | 0               | -                  | -                  | -                  | -           | -           | -           | 10     | 0      |
| Totale Empoli    | Totale Empoli      | Totale Empoli    | 30         | 1          |                 | 8               | 1               |                    | -                  | -                  |             | -           | -           | 38     | 2      |
| gen.-giu. 2012   | Frosinone          | 1D               | 9          | 1          | CI+CI-LP        | -               | -               | -                  | -                  | -                  | -           | -           | -           | 9      | 1      |
| 2012-2013        | Frosinone          | 1D               | 24         | 2          | CI+CI-LP        | 1+0             | 0               | -                  | -                  | -                  | -           | -           | -           | 25     | 2      |
| 2013-2014        | Frosinone          | 1D               | 10         | 0          | CI+CI-LP        | 3+4             | 0+2             | -                  | -                  | -                  | -           | -           | -           | 17     | 2      |
| Totale Frosinone | Totale Frosinone   | Totale Frosinone | 57         | 7          |                 | 8               | 2               |                    | -                  | -                  |             | -           | -           | 65     | 9      |
| 2014-2015        | Pontedera          | LP               | 31         | 5          | CI+CI-LP        | 1+4             | 0+1             | -                  | -                  | -                  | -           | -           | -           | 36     | 6      |
| 2015-gen. 2016   | Pontedera          | LP               | 15         | 4          | CI+CI-LP        | 0               | 0               | -                  | -                  | -                  | -           | -           | -           | 15     | 4      |
| Totale Pontedera | Totale Pontedera   | Totale Pontedera | 46         | 9          |                 | 5               | 1               |                    | -                  | -                  |             | -           | -           | 51     | 10     |
| gen.-giu. 2016   | Feralpisalò        | LP               | 12         | 0          | CI+CI-LP        | -               | -               | -                  | -                  | -                  | -           | -           | -           | 12     | 0      |
| 2016-2017        | Santarcangelo      | LP               | 32         | 7          | CI-LP           | 2               | 1               | -                  | -                  | -                  | -           | -           | -           | 34     | 8      |
| 2017-2018        | Paganese           | C                | 33+2       | 10+2       | CI+CI-C         | 0+1             | 0               | -                  | -                  | -                  | -           | -           | -           | 36     | 12     |
| 2018-2019        | Paganese           | C                | 23+2       | 8+2        | CI-C            | 2               | 1               | -                  | -                  | -                  | -           | -           | -           | 27     | 11     |
| 2019-gen. 2020   | Gubbio             | C                | 17         | 4          | CI-C            | 2               | 1               | -                  | -                  | -                  | -           | -           | -           | 19     | 5      |
| gen.-giu. 2020   | Cavese             | C                | 8          | 0          | CI-C            | -               | -               | -                  | -                  | -                  | -           | -           | -           | 8      | 0      |
| 2020-gen. 2021   | Paganese           | C                | 11         | 1          | -               | -               | -               | -                  | -                  | -                  | -           | -           | -           | 11     | 1      |
| Totale Paganese  | Totale Paganese    | Totale Paganese  | 67+4       | 19+4       |                 | 3               | 1               |                    | -                  | -                  |             | -           | -           | 74     | 24     |
| gen.-giu. 2021   | Ravenna            | C                | 7          | 0          | -               | -               | -               | -                  | -                  | -                  | -           | -           | -           | 7      | 0      |
| 2021-2022        | Team Nuova Florida | D                | 22+1       | 3          | CI-D            | -               | -               | -                  | -                  | -                  | -           | -           | -           | 23     | 3      |
| 2022-2023        | Tau Altopascio     | D                | 23         | 0          | CI-D            | -               | -               | -                  | -                  | -                  | -           | -           | -           | 23     | 0      |
| Totale carriera  | Totale carriera    | Totale carriera  | 378        | 57         |                 | 30              | 8               |                    | -                  | -                  |             | -           | -           | 408    | 65     |